# Catopsis berteroniana
Catopsis berteroniana — вид рослин із родини бромелієвих, що зростає від Флориди до південного сходу Бразилії. Це епіфітна комахоїдна рослина з видовженими листками. Вид використовує пасивну пастку для захоплення жертви. Рослина отримує неорганічні поживні речовини (найчастіше азот і фосфор) від деградації комах. Більшість комах, які потрапляють у пастку, є крилатими. Їх приваблює до рослини білий порошок на листках. Цей порошок відбиває УФ-світло, яке добре бачать комахи. Комаха потрапляє в рідину, звідки не може вибратися через слизький порошок на листках.

## Біоморфологічна характеристика
Квітучі рослини 40–130 см заввишки. Листки прямовисні, жовто-зелені, до 45 см, вкриті помітним, білим, крейдяним нальотом, особливо до основи; піхва бліда, еліптична; пластина трикутна, верхівка гостра. Суцвіття: ніжка прямовисна; є приквітки; суцвіття 2-перисті (рідше прості), з 2–8 бічними гілками; колоси 15–50-квіткові, прямовисні, мають ніжку; квіткові приквітки жовто-зелені, широко яйцеподібні, 6–8 мм. Квітки денні; чашолистки жовто-зелені, зворотно-яйцюваті, 1–1.2 см, шкірясті, верхівка тупа, поверхні голі; пелюстки прямовисні до дуже злегка розправлених, білі, еліптичні, 1–1.2 см. Плоди еліпсоїдні, 1.2–1.4 см.

## Поширення
Зростає в Америці: Флориди (США), Багамські острови, Коста-Рика, Куба, Домініканська Республіка, пд.-сх. Мексика, Ямайка, Беліз, Нікарагуа, Гватемала, Панама, Колумбія, Еквадор, Французька Гвіана, Гаяна, Суринам, Венесуела, східне узбережжя Бразилії.
Вид епіфітний на різноманітних господарях, зазвичай при сильному освітленні; на висотах 0–30 метрів.